# موسكو
موسكو (الروسية: Москва) هي عاصمة روسيا وأكبر مدنها، تقع على نهر موسكفا المتصل بنهر فولغا عبر قناة موسكو في وسط روسيا، ويقدر عدد سكانها بنحو أكثر من 13 مليون نسمة داخل حدود المدينة، وأكثر من 19.1 مليون نسمة في المنطقة الحضرية، وأكثر من 21.5 مليون نسمة في منطقة موسكو العاصمة، موسكو هي مركز السياسة والاقتصاد والثقافة والدين والمالية والتعليم والنقل في روسيا، وتعتبر مدينة عالمية. وتعد موسكو من بين أكبر مدن العالم، حيث تعد المدينة الأكثر اكتظاظًا بالسكان في أوروبا بالكامل، وأكبر منطقة حضرية في أوروبا.
تقع على نهر موسكفا في المنطقة الفيدرالية المركزية في المنطقة الأوروبية من روسيا. موسكو تقع على ملتقى ثلاث منصات جيولوجية. تاريخياً، كانت موسكو عاصمة الاتحاد السوفيتي، والإمبراطورية الروسية (لثلاث سنين 1728–1730)، روسيا القيصرية، ودوقية موسكو، وهي موقع كرملن موسكو، أحد مواقع التراث العالمي في المدينة، الذي يخدم الرئيس الروسي كمنزل. البرلمان الروسي (مجلس الدوما ومجلس الاتحاد) والحكومة الروسية يقعون في المدينة أيضاً.
تعتبر موسكو مركزاً اقتصادياً رئيسياً، فهي تحتوي العديد من المؤسسات العلمية والتعليمية، والعديد من المرافق الرياضية كذلك. فهي تمتلك نظام نقل معقد يشمل أربعة مطارات دولية، تسعة محطات للسكك الحديدية، ونظام المترو الثاني أكثر ازدحاماً في العالم (بعد طوكيو) الذي يشتهر بهندسته المعمارية والأعمال الفنية. المترو هو المترو أكثر ازدحاماً المشغل بالفرد في العالم.
بمرور الوقت، اكتسبت المدينة مجموعة متنوعة من الأسماء المستعارة، معظمهم يُشير إلى مكانتها البارزة في حياة الأمة: روما الثالثة (Третий Рим)، بيضاء الصخر (Белокаменная)، العرش الأول (Первопрестольная)، أربعون الأربعين (Сорок Сороков).

## التاريخ
المدينة سُميت على اسم النهر (الروسية القديمة: гра́д Моско́в، بمعنى «المدينة بجانب نهر موسكو»). في رواية كارل جيل من جامعة هارفرد «مولودة من النهر» يجادل أن الاسم يشير إلى الدعم الوفير من الأماكن المقدسة التي بُنيت من قبل القبائل السلافية الذين أسسوا المدينة في بداية القرن العاشر. أول مصدر روسي يتحدث عن موسكو قد صدر في عام 1147 عندما دعا يوري دولغوروكي أمير نوفغورود-سيفيرسكيي قائلا «تعال إلي، يا أخي، إلى موسكو».
بعد تسع سنين عام 1156 أمر الأمير يوري دولغوروكي مدينة روستوف ببناء حائط خشبي، والذي أعيد بناؤه عدة مرات للإحاطة بالمدينة الناشئة. بعد الإقالة من عام 1237 إلى 1238، عندما أحرق المغول المدينة بالكامل وقتلوا سكانها، تعافت موسكو وأصبحت في نهاية القرن الثالث عشر خلال حكم دانييل ألكسندروفيتش عاصمةً لدوقية موسكو المستقلة. ساهم موقعها الإيجابي على منابع نهر الفولغا إلى التوسع المستقر. تطورت موسكو إلى إمارة مستقرة ومزدهرة، المعروفة باسم دوقية موسكو، وجذبت لسنوات عديدة عدد كبير من اللاجئين من مختلف أنحاء روسيا.
تحت حكم إيفان الأول من موسكو، أخذت المدينة مكان مدينة تفير كالمركز السياسي لفلاديمير-سوزدال وأصبحت الجامعة للضرائب المغولية الوحيدة. بإشادة كبيرة، فاز إيفان تنازلاً كبيراً من الخان. غير الإمارات الأخرى في ذلك الوقت، لم يقسم إيفان موسكو كي يعطي جزء لكل ابن له، بل إعطاها لإبنه الأكبر. ولكن معارضة موسكو للحكم الأجنبي كبر. ففي عام 1380، قاد الأمير دميتري دونسكوي من موسكو جيش روسي متحد إلى انتصار مهم ضد التتار في معركة كوليكوفو، ولكنها لم تكن معركة حاسمة. فقد بعد سنتين موسكو أقالت من قبل الخان طوخطميش. في عام 1480 إيفان الثالث قد أخيراً أوقف حكم التتار على الروس، سامح أن تصبح موسكو مركز قوة روسيا. تحت حكم إيفان الثالث أصبحت المدينة عاصمة إمبراطورية التي ستحتوي بنهاية المطاف على كل أرضي روسية في هذا اليوم ومناطق أخرى كذلك.
في عام 1571 تتار قرم هاجموا موسكو، حارقين كل شيء غير الكرملن.
في عام 1609، الجيش السويدي بقيادة الكونت جيكوب دي لا جاردي وإفرت هوم بدأوا مسيرتهم من فيليكي-نوفغورود إلى موسكو كي يساعدوا القيصر فاسيلي شويسكي، ودخلوا موسكو في 1610 أوقفوا التمرد ضد القيصر، لكن غادروا مبكراً في 1611، بعد ذلك الجيش البولندي الليتواني غزا. خلال الحرب البولندية الموسكوية (1605-1618) هتمان ستانيسلاف جولكييفسكيي دخل موسكو بعد فوزه على روس في معركة كلوشينو. القرن السابع عشرة كان غني بالاتفاضات شعبية، كتحرير موسكو الاحتلال البولندي الليتواني (في عام 1612)، شغب الملحي (عام 1648)، شغب النحاسي (عام 1662)، وإنقاضات موسكو عام 1682.
وباء الطاعون اجتاحت موسكو في 1570-1571، 1592 و1654-1656. المدينة خسرت ماكانتها كعاصمة روسيا في عام 1712 وبعد تأسيس سانت بطرسبرغ على يد بيتر العظيم قرب ساحل البلطيق في عام 1703. طاعون 1771 كان أخر وباء طاعون في وسط روسيا، قاتلاً مئة ألف شخص في موسكو فقد. خلال الغزو الفرنسي لروسيا عام 1812، سكان موسكو حرقوا المدينة بالكامل وخرجوا منها، فيما كانت قوات نابوليون تقترب في 14 سبتمبر. جيش نابوليون الجراند أرمه الجائعين، المحاطين بالبرد مع ذخائر قليلة، إضطر الجيش إلى التراجع بعد حلول فصل الشتاء الروسي البارد، وهجمات متفرقة من قبل القوات العسكرية الروسية. أكثر من أربع مئة ألف شخص مات في هذه الجولة، مع بضعة ألاف جندي فقد راجعين إلى وطنهم.

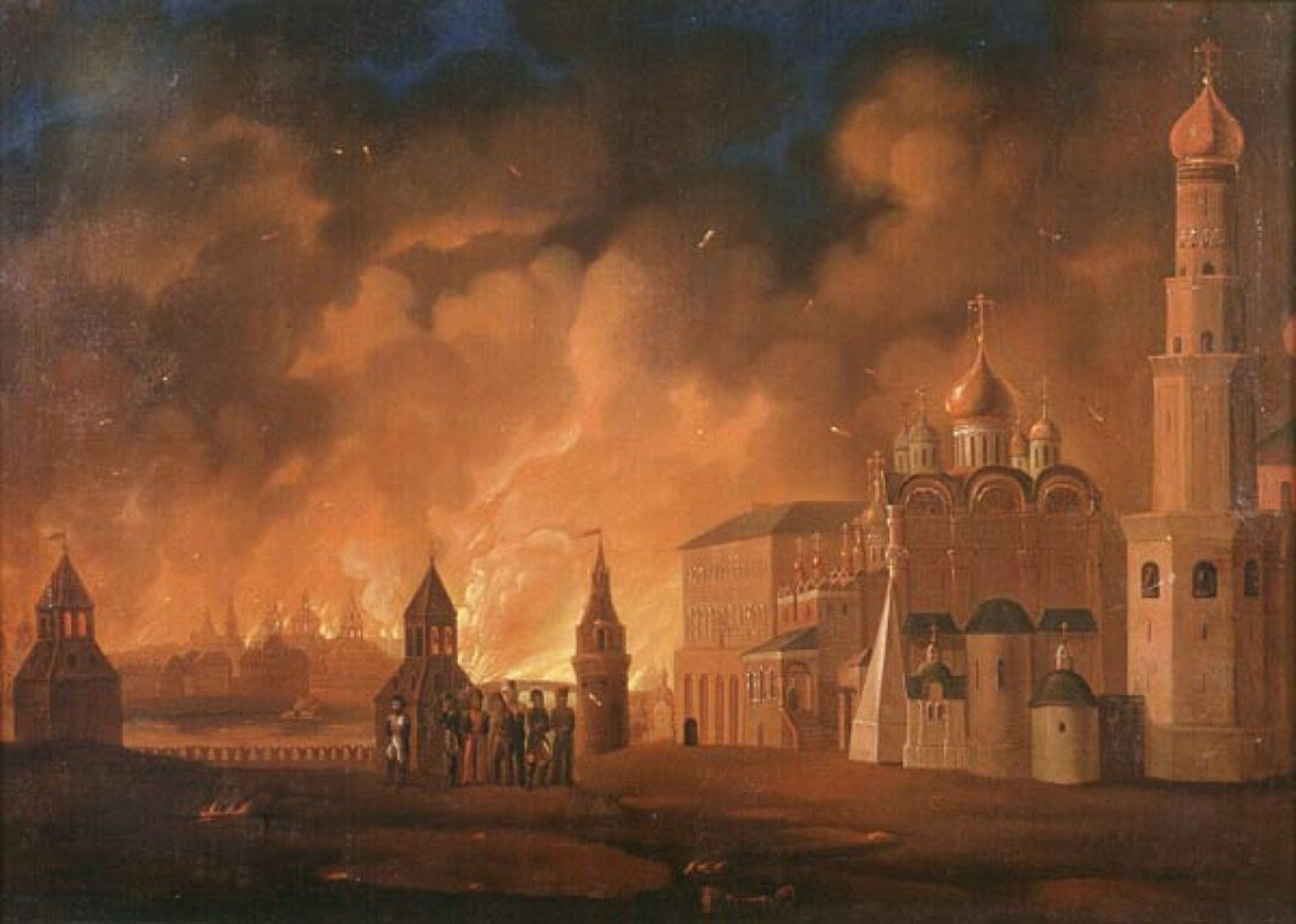
الغزو الفرنسي لروسيا في 1812، حريق موسكو

في يناير 1905، قُدمت فكرة مؤسسة محافظ مدينة أو رئيس بلدية رسمياً في موسكو، والكسندر أدرييانوف أصبح أول رئيس بلدية موسكو الرسمي. بعد الثورة الروسية عام 1917، في 12 مارس  1918 أصبحت موسكو عاصمة جمهورية روسيا السوفيتية الاتحادية الاشتراكية والإتحاد السوفيتي بعد أقل من خمس سنين. خلال الحرب العالمية الثانية (في الفترة من 22 يونيو 1941، إلى 9 مايو 1945 المعروفة في روسيا باسم الحرب الوطنية العظمى) بعد الغزو الألماني للإتحاد السوفيتي، جنة الدفاع الحوكومية السوفيتية وهيئة الأركان العامة للجيش الأحمر كانوا يقعوا في موسكو.

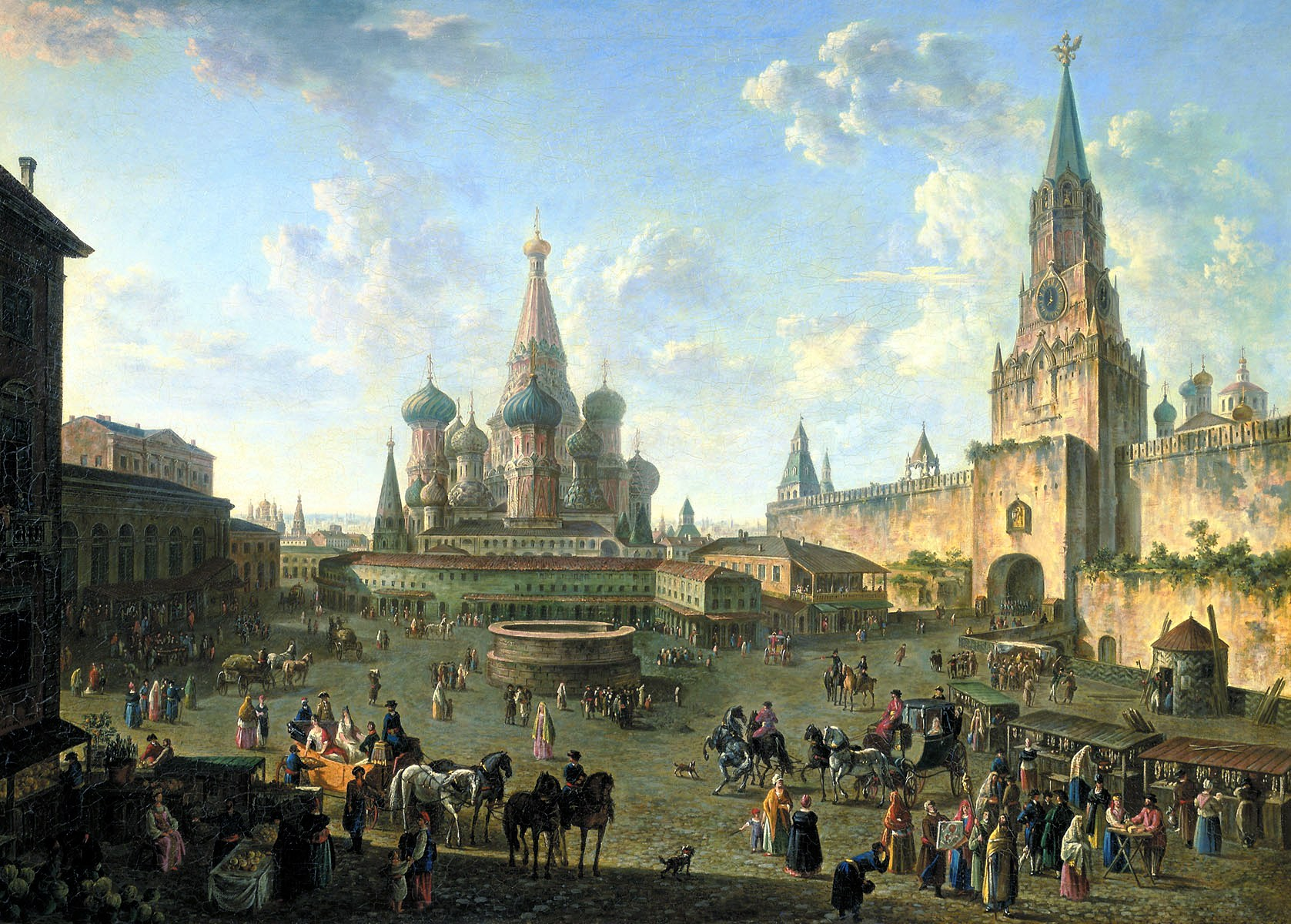
الساحة الحمراء، لوحة فيدور أليكسييف، عام 1802

في عام 1941، ستة عشر فرق من المتطوعين الوطنيين (أكثر من 160,000 نسمة)، 25 كتيبة (18,500 نسمة)، شكلوا أفواج هندسة أربعة من بين سكان موسكو. في شهر نوفمبر، توقف الجيش الألماني عند مشارف المدينة ولكن طردوا في معركة موسكو. الكثير من المصانع قد توقفت عن العمل مع جزء كبير من الحكومة، وفي العشرون من أوكتوبر أعلنت أن المدينة كانت تحت الحصار. سكان موسكو الوتبقيين بنوا ودافعوا عن الدفاعات المضادات للدبابات، حين ما كانت المدينة تفجر من السماء. جوزيف ستالين رفض أن يترك المدينة، ما يعني أن بقت الأركلن العامة ومفاوضي مجلس الشعب أيضاً بقييوا في المدينة كذلك. على الرغم من الحصار والقنابل، بناء مترو موسكو لم يتوقف في الحرب، وبنهاية الحرب عددٌ من خطوط المترو كانوا يعملوا.

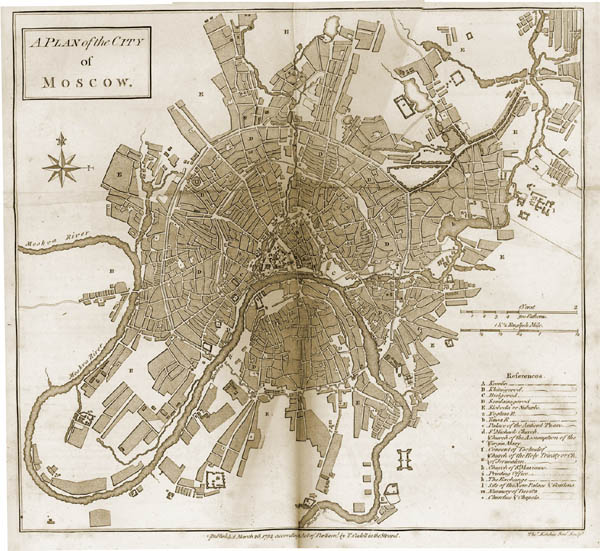
خريطة موسكو، عام 1784

الخسائر الألمانية والسوفيتيية كانت كلاهما كنوا على المفاوضة وفالكثير من المصادر قدمت معلومات مختلفة. لذلك السبب الخسائر قد قُدرت من ثلاثون سبتمبر عام 1941 وسبعة يناير 1942 أنها كانت من 248 ألف إلى 400 ألف للفيرماخت ومن 650 ألف و1,280,000 للجيش الأحمر.
في واحد مايو 1944 ميدالية نصر موسكو في 1947 وميدالية أخرى في ذكرة ال800 لموسكو قد قدموا. في الذكرة العشرين للنصر على ألمانيا النازية في ثمانية مايو 1965 موسكو أصبحت إحدى المدن السوفيتية ال12 الذين قد نالوا لقب مدينة بطلة.
في عام 1980 الألعاب الأولمبية الصيفية، الذين قد تجاهلوا من قبل الولايات المتحدة وعدداً من الدول الغربية تدخل الاتحاد السوفيتي بأفغانستان في أخر 1979. أصبحت موسكو عاصمة روسيا في 1991 بعد تفكك الاتحاد السوفيتي.
منذ ذلك الوقت ظهور اقتصاد السوق قد أنتج انفجارًا من المحلات الغربية، الخدمات، الهندسة، وأنماط الحياة. في 1998، استضافت موسكو أول ألعاب عالمية للشباب.

## الجغرافيا

### الموقع

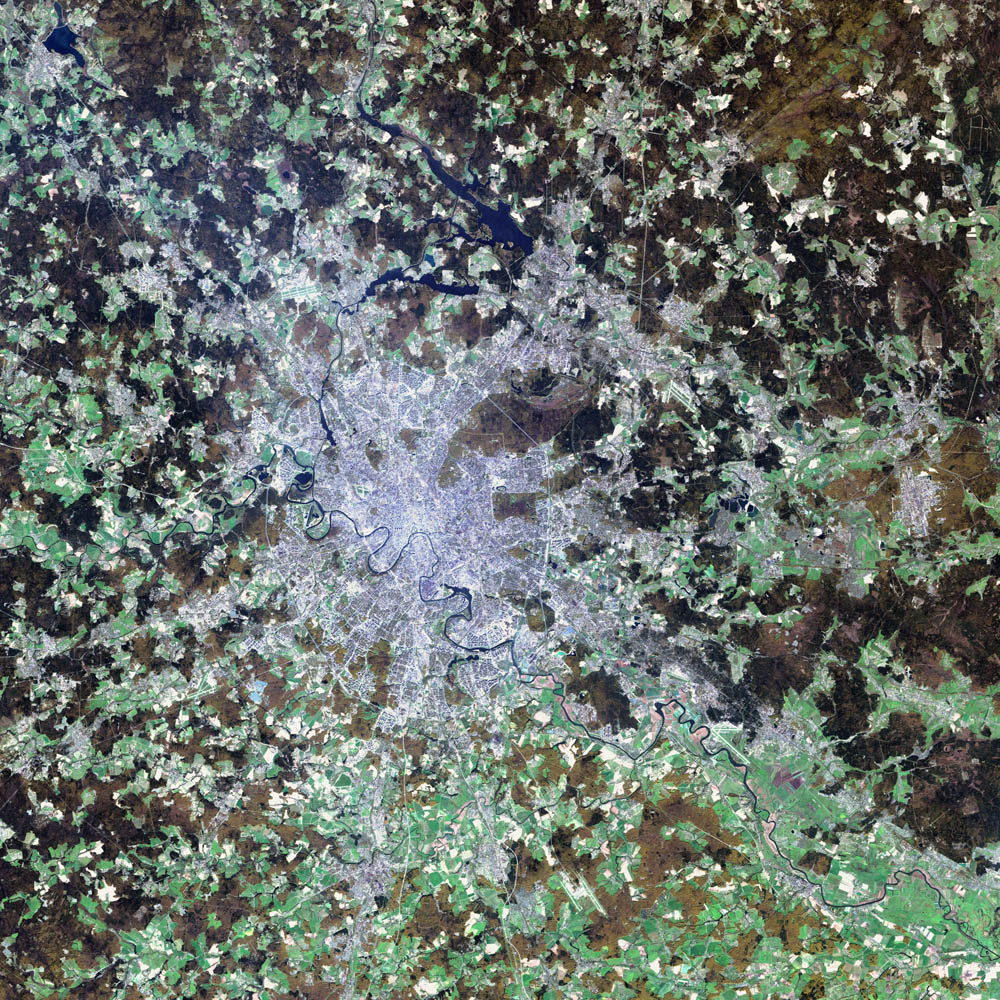
صورة فضائية لموسكو والضواحي

مدينة موسكو تقع على أطراف نهر موسكو، الذي يجري لأكثر من خمس مئة كيلومتر عبر سهل أوروبا الشرقية في وسط روسيا. تسعة وأربعون جسر يقطع النهر في ضمن حدود المدينة، مع العديد من القتاوات المائية. ارتفاع مويكو في مركز المعرض الكل-روسي، في المنطقة التي يقع فيها فرع الأهم لمرصد الطقس، يُعادل 156 متر (512 قدم). أعلى نقطة في المدينة هي مرتفع تبلوستانسكويا على ارتفاع 255 متر (837 قدم). عرض مدينة موسكو من الغرب إلى الشرق تُعادل 39 ز7 كيلومتر (24 ز7 ميل)، وبالطول من الشمال إلى الجنوب تُعادل 51 ز7 كيلوميتر (32.1 ميل).
نظام الطريق في موسكو يتركز إجمالاً حول الكرميلن، في قلب المدينة. من هناك الطرق تتفرع إلى الخارج كي تتقاطع مع طرق دائيرية («حلاقات»).
أول وأقرب للمركز وأهم حلقة، بولفارنويية كولتسو، الذي قد بنوه على الموقع القديم لحائط المدينة من القرن السادس عشر الذي كان يدعى بيليي جوراد (مدينة بيضاء). البولفارنويية كالتسو في الحقيقة ليس حلقة، فهو لا يشكل دائرة مكتملة، بل قوس الذي يبداء من كاتدرائية المسيح المخلص إلى نهر ياوزا. الطريق يتغير إسمع عدة مرات في طريقه داخل المدينة.
الحلقة الثانية الأولية، التي تقع خارج حلقة البولفارد، تدعى سادوفسكوييه كالتسو (حلقة الحديقة). مثل حلقة البولفارد، حلقة الحديقة تجري على الوقع القديم لحائط من القرن السادس عشرة الذي كان يكون المدينة. الحلقة الثالثة، حلقة المواصلات الثالثة، انتهى العمل عليها في عام 2003 كطريق سريع عالي السرعة.
حلقة المواصلات الرابعة، طريق سريع أخر، يُبنى في الوقت الحاضر كي يخفف من كثافة السير. أبعد حلقة من مركز المدينة في مدينة موسكو تدعى طريق موسكو الحلقي للسيارات (Московская Кольцевая Автомобильная Дорога) الذي بشكل تقريبي يحدد حدود المدينة. هناك بعض الطرق خارج المدينة الذين يستخدمون نفس التسلسل.

### التوقيت

توقيتات أوروبا

موسكو تخدم كمرجع للتوقيت الذي يستخدم في معظم روسيا الغربية، في ما ينطبق على سانت بطرسبرغ وجمهورية القرم. المناطق تتبع التوقيت الذي يسمى بتوقيت موسكو الرسمي (MSK) الذي ثلاث ساعات أكثر من UTC، أو UTC+3.
تم الانتقال إلى التوقيت الشتوي الدائم في أكتوبر عام 2014، وقبله اتبعت روسيا التوقيت الصيفي الذي تقدم ساعة واحدة إضافية من توقيت موسكو الرسمي.
|  | توقيت موسكو (ت ع م+03:00) |

### المناخ
تتمتع موسكوبمناخ رطب قاري مع فصول صيف دافئة ورطبة، وفصول شتاء طويلة باردة. الحرارة الحارة التقليدية في أشهر يونيو، يوليو، وأغسطس تبلغ 23 درجة مئوية (73 فهرنهايت)، ولكن في فترة موجات الحر (التي تحدث بين مايو وسبتمبر)، الحرارة خلال النهار قد تصبح أعلى من 30 درجة مئوية (86 فهرنهايت) – في أوقات عديدة لمدة أسبوع أو إثتان. في فصل الشتاء، الحرارة تقع إلى 10 دراجات مئوية تحت الصفر تقريباً (14 فهرنهايت)، ولكن هناك بعض الأوقات حين الحرارة تصعد إلى ما فوق الصفر (32 فهرنهايت). أكبر درجة سجلت كانت 36.8 درجة مئوية (98.2 فهرنهايت) في أغسطس 1920, وأقل درجة سجلت كانت 42.2 دراجة مئوية تحت الصفر (44- فهرنهايت) في يناير 1940. طبقة من الثلج (موجودة لثلاثة إلى خمسة شهور في السنة) تبداء بالتشكل والتساقط في نهاية نوفمبر وتذوب في منتصف مارس.
| البيانات المناخية لـموسكو (1971-2000)، السجلات (1879 - الوقت الحاضر) | البيانات المناخية لـموسكو (1971-2000)، السجلات (1879 - الوقت الحاضر) | البيانات المناخية لـموسكو (1971-2000)، السجلات (1879 - الوقت الحاضر) | البيانات المناخية لـموسكو (1971-2000)، السجلات (1879 - الوقت الحاضر) | البيانات المناخية لـموسكو (1971-2000)، السجلات (1879 - الوقت الحاضر) | البيانات المناخية لـموسكو (1971-2000)، السجلات (1879 - الوقت الحاضر) | البيانات المناخية لـموسكو (1971-2000)، السجلات (1879 - الوقت الحاضر) | البيانات المناخية لـموسكو (1971-2000)، السجلات (1879 - الوقت الحاضر) | البيانات المناخية لـموسكو (1971-2000)، السجلات (1879 - الوقت الحاضر) | البيانات المناخية لـموسكو (1971-2000)، السجلات (1879 - الوقت الحاضر) | البيانات المناخية لـموسكو (1971-2000)، السجلات (1879 - الوقت الحاضر) | البيانات المناخية لـموسكو (1971-2000)، السجلات (1879 - الوقت الحاضر) | البيانات المناخية لـموسكو (1971-2000)، السجلات (1879 - الوقت الحاضر) | البيانات المناخية لـموسكو (1971-2000)، السجلات (1879 - الوقت الحاضر) |
| الشهر                                                                | يناير                                                                | فبراير                                                               | مارس                                                                 | أبريل                                                                | مايو                                                                 | يونيو                                                                | يوليو                                                                | أغسطس                                                                | سبتمبر                                                               | أكتوبر                                                               | نوفمبر                                                               | ديسمبر                                                               | المعدل السنوي                                                        |
| -------------------------------------------------------------------- | -------------------------------------------------------------------- | -------------------------------------------------------------------- | -------------------------------------------------------------------- | -------------------------------------------------------------------- | -------------------------------------------------------------------- | -------------------------------------------------------------------- | -------------------------------------------------------------------- | -------------------------------------------------------------------- | -------------------------------------------------------------------- | -------------------------------------------------------------------- | -------------------------------------------------------------------- | -------------------------------------------------------------------- | -------------------------------------------------------------------- |
| الدرجة القصوى °م (°ف)                                                | 8.6 (47.5)                                                           | 8.3 (46.9)                                                           | 17.5 (63.5)                                                          | 28.0 (82.4)                                                          | 33.2 (91.8)                                                          | 34.7 (94.5)                                                          | 36.5 (97.7)                                                          | 36.8 (98.2)                                                          | 32.3 (90.1)                                                          | 24.0 (75.2)                                                          | 12.6 (54.7)                                                          | 9.6 (49.3)                                                           | 36.8 (98.2)                                                          |
| متوسط درجة الحرارة الكبرى °م (°ف)                                    | −4.9 (23.2)                                                          | −3.5 (25.7)                                                          | 2.2 (36.0)                                                           | 10.8 (51.4)                                                          | 18.2 (64.8)                                                          | 22.1 (71.8)                                                          | 23.2 (73.8)                                                          | 21.3 (70.3)                                                          | 15.1 (59.2)                                                          | 8.1 (46.6)                                                           | 0.6 (33.1)                                                           | −3.1 (26.4)                                                          | 9.2 (48.5)                                                           |
| المتوسط اليومي °م (°ف)                                               | −7.5 (18.5)                                                          | −6.7 (19.9)                                                          | −1.4 (29.5)                                                          | 6.3 (43.3)                                                           | 12.8 (55.0)                                                          | 17.1 (62.8)                                                          | 18.4 (65.1)                                                          | 16.4 (61.5)                                                          | 10.8 (51.4)                                                          | 5.0 (41.0)                                                           | −1.6 (29.1)                                                          | −5.4 (22.3)                                                          | 5.4 (41.6)                                                           |
| متوسط درجة الحرارة الصغرى °م (°ف)                                    | −10.3 (13.5)                                                         | −9.9 (14.2)                                                          | −4.7 (23.5)                                                          | 2.1 (35.8)                                                           | 7.4 (45.3)                                                           | 12.0 (53.6)                                                          | 13.8 (56.8)                                                          | 12.0 (53.6)                                                          | 7.0 (44.6)                                                           | 2.0 (35.6)                                                           | −3.7 (25.3)                                                          | −7.9 (17.8)                                                          | 1.6 (35.0)                                                           |
| أدنى درجة حرارة °م (°ف)                                              | −42.2 (−44.0)                                                        | −38.2 (−36.8)                                                        | −32.4 (−26.3)                                                        | −21.0 (−5.8)                                                         | −7.5 (18.5)                                                          | −2.3 (27.9)                                                          | 1.3 (34.3)                                                           | −1.2 (29.8)                                                          | −8.5 (16.7)                                                          | −16.1 (3.0)                                                          | −32.8 (−27.0)                                                        | −38.8 (−37.8)                                                        | −42.2 (−44.0)                                                        |
| الهطول مم (إنش)                                                      | 46 (1.8)                                                             | 36 (1.4)                                                             | 33 (1.3)                                                             | 38 (1.5)                                                             | 52 (2.0)                                                             | 84 (3.3)                                                             | 90 (3.5)                                                             | 80 (3.1)                                                             | 67 (2.6)                                                             | 66 (2.6)                                                             | 60 (2.4)                                                             | 53 (2.1)                                                             | 705 (27.6)                                                           |
| متوسط الرطوبة النسبية (%)                                            | 83                                                                   | 80                                                                   | 74                                                                   | 67                                                                   | 64                                                                   | 70                                                                   | 74                                                                   | 77                                                                   | 81                                                                   | 81                                                                   | 84                                                                   | 85                                                                   | 77                                                                   |
| ساعات سطوع الشمس الشهرية                                             | 33                                                                   | 72                                                                   | 128                                                                  | 170                                                                  | 265                                                                  | 279                                                                  | 271                                                                  | 238                                                                  | 147                                                                  | 78                                                                   | 32                                                                   | 18                                                                   | 1٬731                                                                |
| المصدر:                                                              |                                                                      |                                                                      |                                                                      |                                                                      |                                                                      |                                                                      |                                                                      |                                                                      |                                                                      |                                                                      |                                                                      |                                                                      |                                                                      |

## شكل المدينة

### الهندسة المعمارية

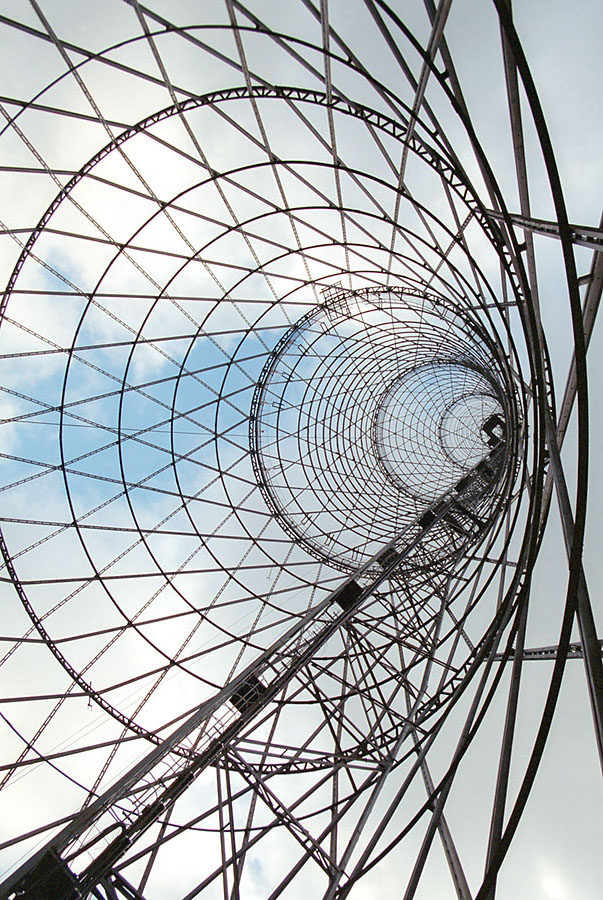
برج شوخوف في موسكو حاليا تحت خطر الهدم، والبرج في أعلى قائمة اليونسكو للمباني المعرضة للخطر، وهناك حملة دولية لحفظه.

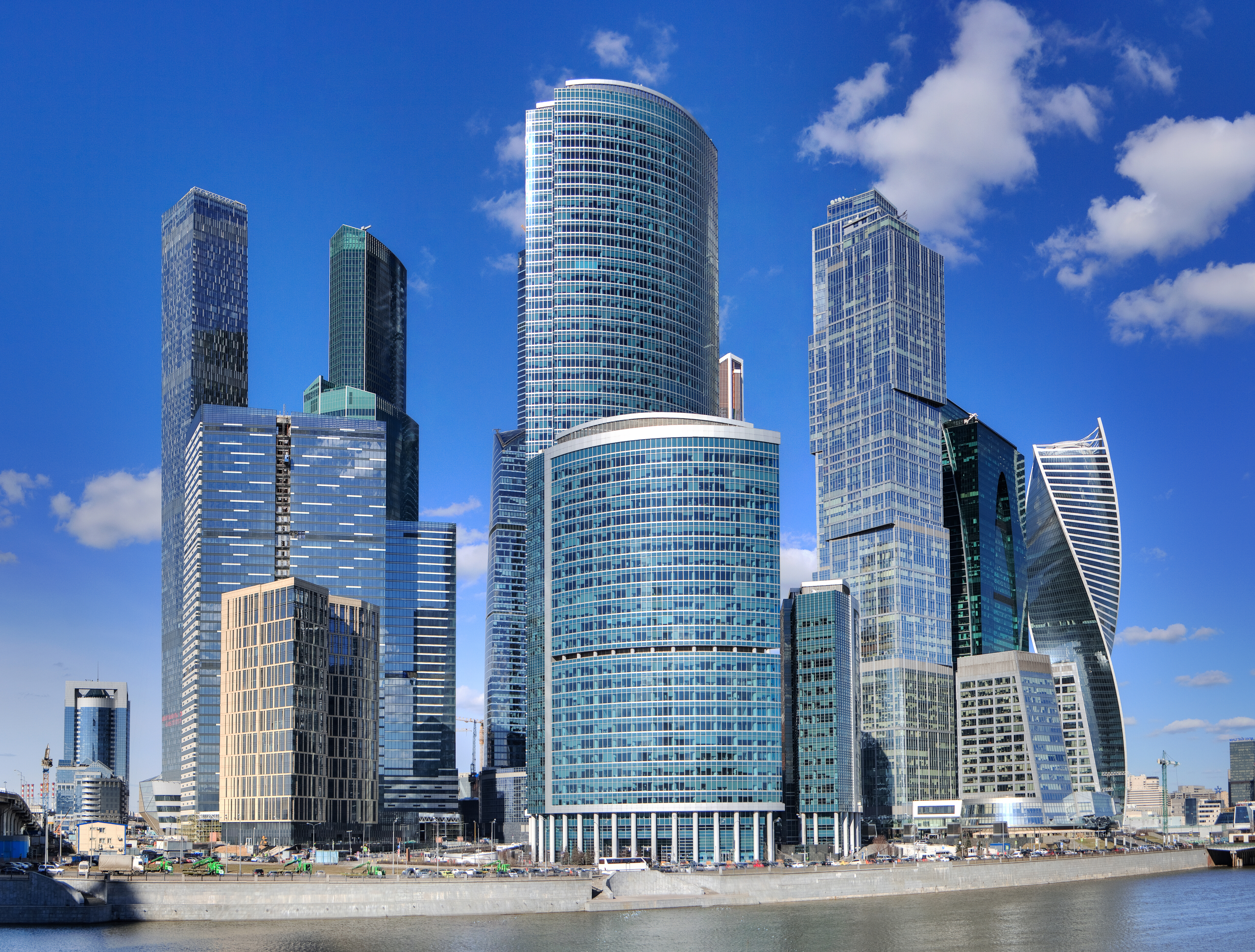
مركز الأعمال الدولي (موسكو)

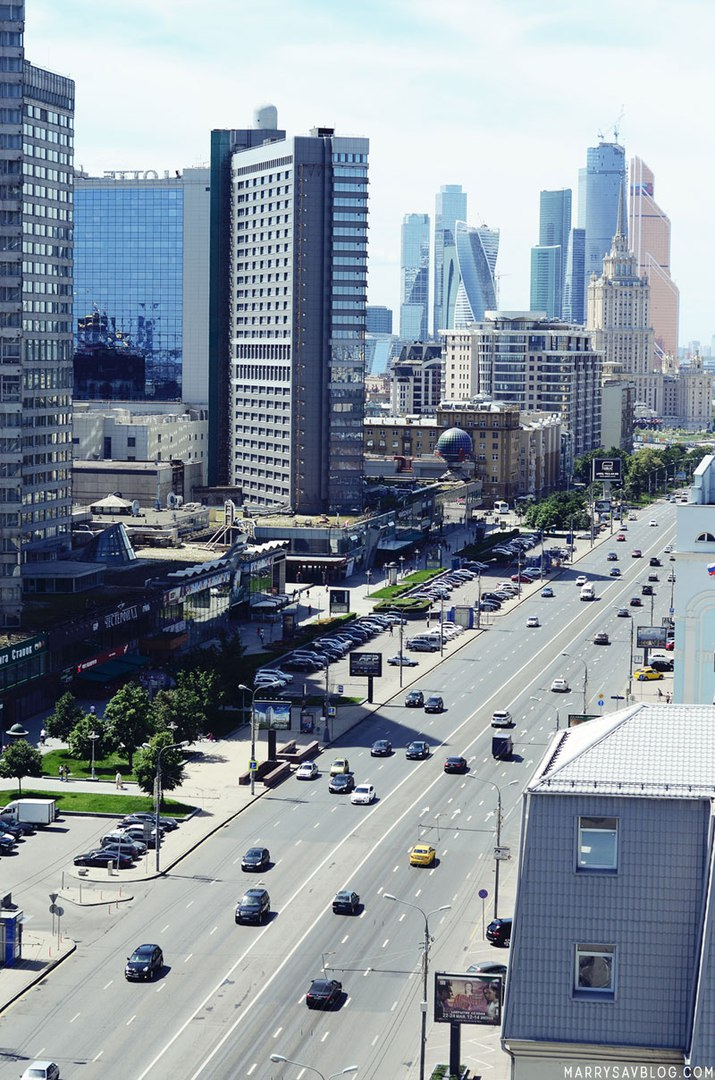
شارع أربات الجديد

هندسة موسكو معروفة عالميا. موسكو تشتهر أيضا أنها موقع وجود كاتدرائية القديس باسيل، مع قباته ذو شكل البصل، وكاتدرائية المسيح المخلص والشقسقات السبع.
لمدة طويلة، مظهر المدينة كان يُحكم من قبل الكنائس الأرثودكسية العديدة. منظر المدينة تغير يشكل كبير في العصر السوفيتي، خصوصا بسبب جوزيف ستالين، الذي بذل مجهود كبير كي يجعل المدينة حضارية. لقد عرّف المدينة على طرق كبيرة وطرق رئيسية، البعض منهم أكثر من عشر صفوف، ولكنه هدم الكثير من الأعمال التاريخية المهمة في نفس الوقت. برج شوخاريف، والعديد من المنازل الفاخرة والمحلات التي كانت على أطراف الطرق، والكثير من الهندسة الدينية، مثل كاتدرائية كازان وكاتدرائية المسيح المخلص قد هُدموا في عهد حكم ستالين. في التسعينيات الكاتدرائياتان تم بنائهم من جديد، رغم وجود كمية كبيرة من النقد بسبب التكاليف العالية ونقص المنظور التاريخي.
المهندس المعماري فلاديمر شوخوف كان المسؤول عن بناء عددا من معالم موسكو خلال العصر السوفيتي الباكر. برج شوخوف فقد واحدة من الأبراج ذو سطح زائد المُصممة من قبل شوخروف، بُنيت ما بين عام 1919 وعام 1922 كبرج إرسال للشركة الروسية للإعلام. شوخوف أيضا ترك أثر دائم لروسية السوفيتية. لقد صمم متاجر كبيرة وطويلة الحجم، مثل المتجر العالمي المركزي على الساحة الحمراء، الذي سد بخرائن معدانية وزجاجية مبتكرة.
لكن ستالين كان الشخص الذي بنى الشقشقات السبع، الذي يتكون سبع مباني تشبه كاتدرائية. معلم شهير في بانوراما موسكو، تصميمهم أتى من مبنى بلدية منهاتن في مدينة نيو يورك، وكذلك سُميت هذه العمارة بالعمارة القوطية السالينية. جميع الأبراج يمكن رؤيتهم من مناطق مرتفعة في المدينة. هم من إحدى أطول المباني في موسكو غير برج أوستانكينو التي بُنيت في 1967، وكان أطول هيكل قائم بذات الأرض في العالم ولا يزال حتى اليوم في العالم الثالث بعد برج خليفة في دبي وبرج سي في تورونتو.
السياسة السوفياتي لتوفير السكن الإلزامي لكل مواطن وأسرته، والنمو السريع لسكان بلدية موسكو في العهد السوفياتي، أدى أيضا إلى بناء واسع، لكتل سكنية رتابة، التي يمكن تحليل عمرها، قوة بنائها، أو «النمط» حسب الحي والمواد المستخدمة لبنائهم. معظمهم بُنيوا بعد العهد الساليني، والأنماط كانت تُسمى في أغلب الأوقات حسب الرئيس الذي كان موجود في ذلك الحين (بريجنيف، خروشيف، ألخ) وأغلبهم كانوا مُهملون.
مباني حقبة ستالين، في أغلب الأوقات كانوا في وسط المدينة، وكانوا يحملون الشعار الاشتراكي. ولكن بعض الكنائس (معضمهم تابعين للأرثوذكسية الشرقية) الصغيرة يُقدمون لمحات من الماضي في جميع أنحاء المدينة. شارع أربات القديم، موقع سياحي شهير الذي كان في القديم قلب المنطقة البوهمية، يحفظ معظم المباني من قبل القرن العشرين. العديد من المباني التي في في الشوارع الرئيسية في وسط المدينة مثل شارع تفرسكايا يُبينون العمارة المُنتشرة في عصور الملوك. قلعة أوسكانكينو، كوسكوف، أوزكويه وبيوت أخرى كبيرة خارج موسكو، أصلا كانوا للنُبلاء في حقبة الملوك، وعددٌ من الدُير خارج وداخل المدينة مفتوحون للسياح وسكان موسكو.
هناك مُحولات إصلاح مباني ما قبل الاتحاد السوفيتي. هذه المباني التي يتم إصلاحها يمكن التعرف عليهم من ألوانهم الجديدة والواجهات النظيفة. هناك عددٌ من الأعمال الطيلية السوفيتية الباكرة، مثل منزل المهندس كونستانتين ميلنيكوف في منطقة الأربات. العديد من هذه التجديدات تم نقدها بسبب عدم احترامهم للأصالة التاريخية. هدم المباني وترك وجهاتها يُمارس كثيرًا كذلك. أمثلة لاحقة للهندسة السوفيتية في معضم الأوقات يمكن التعرف عليهم من خلال حجمهم الكبير والأنماط الشبح حضارية، مثل مشروع نوفي أربات، تُعرف بأنها «أسنان موسكو الكاذبة» وسيئة السمعة بسبب لإزعاج المنطقة التاريخية في وسط موسكو كثيرًا التي في المشروع.
لافتات ستبلغ المارين بمنزل إذا شخصية معروفة كانت تعيش في المنزل. في معضم الأوقات اللافتات تكون لمشهير سوفيتيين غير معروفين في الخارج روسيا. هناك أيضا الكثير من المتاحف في بيوت الكُتاب الشهيرين، والفنانين، وكاتبي الموسيقى.

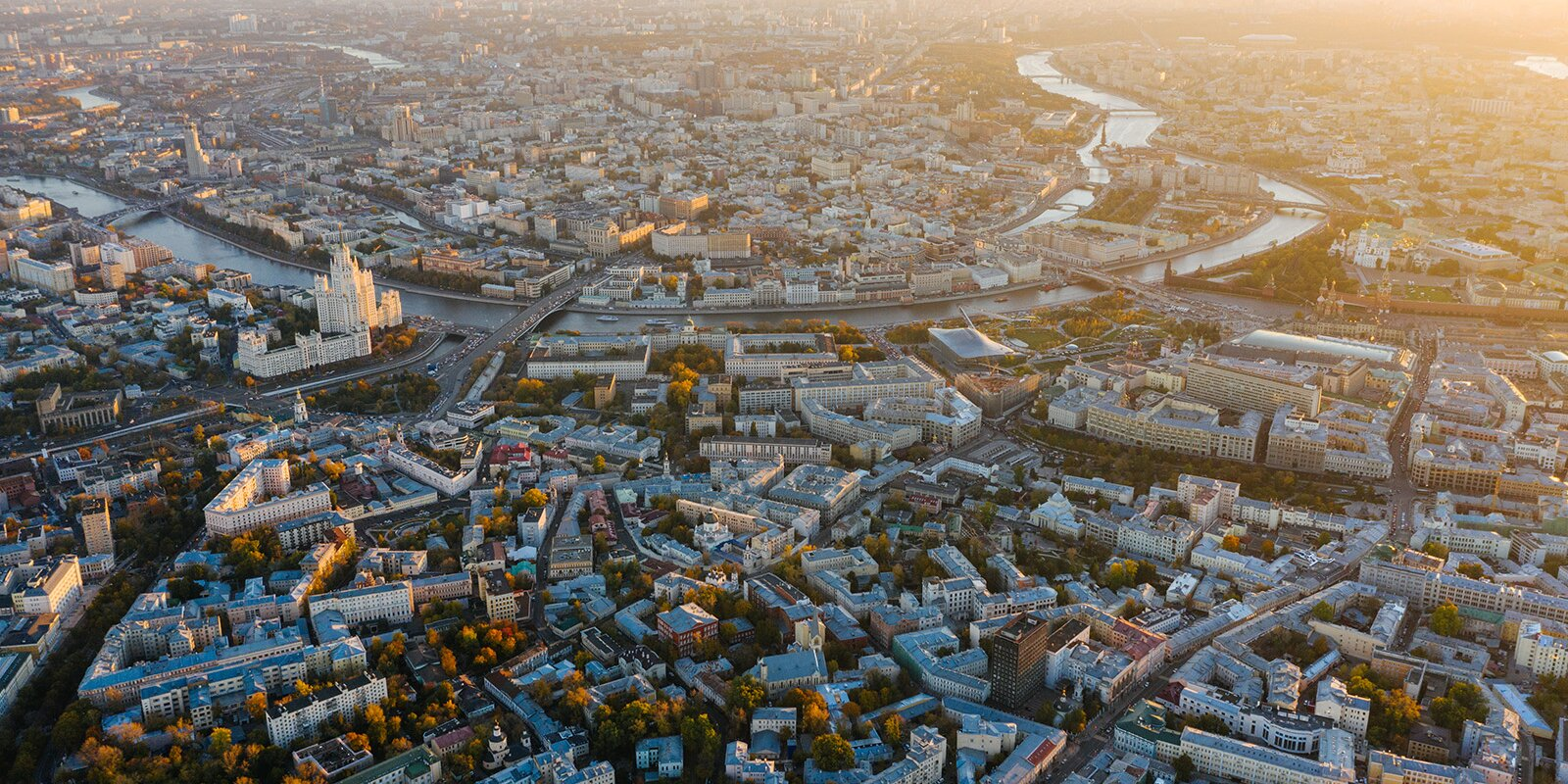
صورة بانوراما لمدينة موسكو

في السنين الأخيرة، إدارة المدينة تم نقدها كثيرًا بسبب الهدم الكبير للعديد من المباني التاريخية. كمية تُعادل ثلث معالم موسكو التاريخية تم هدمها في السنين الأخيرة لجعل مكان لبناء الشقق الفاخرة والفنادق. معالم تاريخية آخرى مثل فندق موسكفا 1930 ومتجر فوينتروج 1913 تم هدمهم وبنائهم من جديد ما سبب ضياع الجو التاريخي والقيمة التاريخية. الناقدين أيضا يلمون الحكومة لعد تطبيق قوانين الحفظ: في أخر 12 سنة تم هدم أكثر من 50 مبنة مع أهمية تاريخية، منهم كانوا مباني من القرن السابع عشر. عددٌ من الناقدين أيضا يظنون أن المال المستخدم لإعادة بناء المباني يمكن استخدامهم لتجديد المباني مثل عمل كونستانتين ميلنيكوف ومحطة مترو مايكوفسكويا.

### الحدائق والمعالم

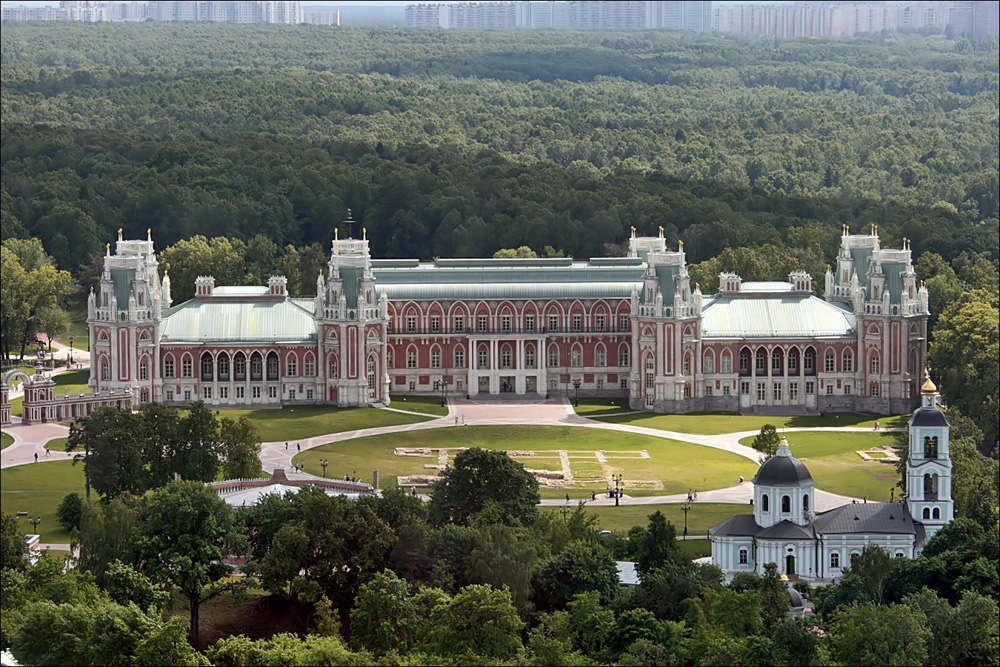
منتزه تساريتسينو والقصر.

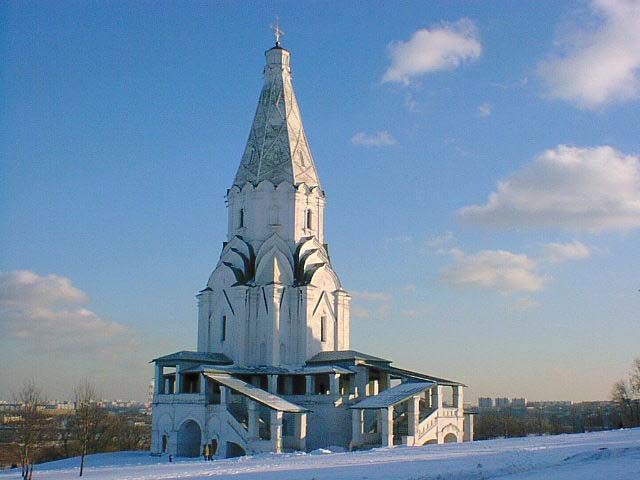
كنيسة الصعود في كولومينسكوي، موقع يونسكو للتراث العالمي

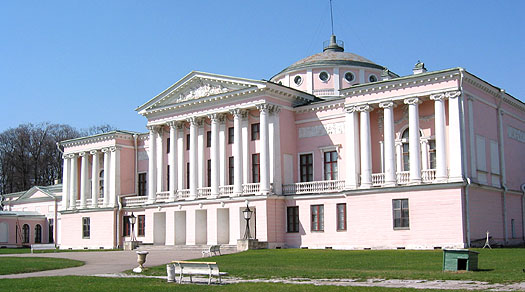
قصر أوستانكونو.

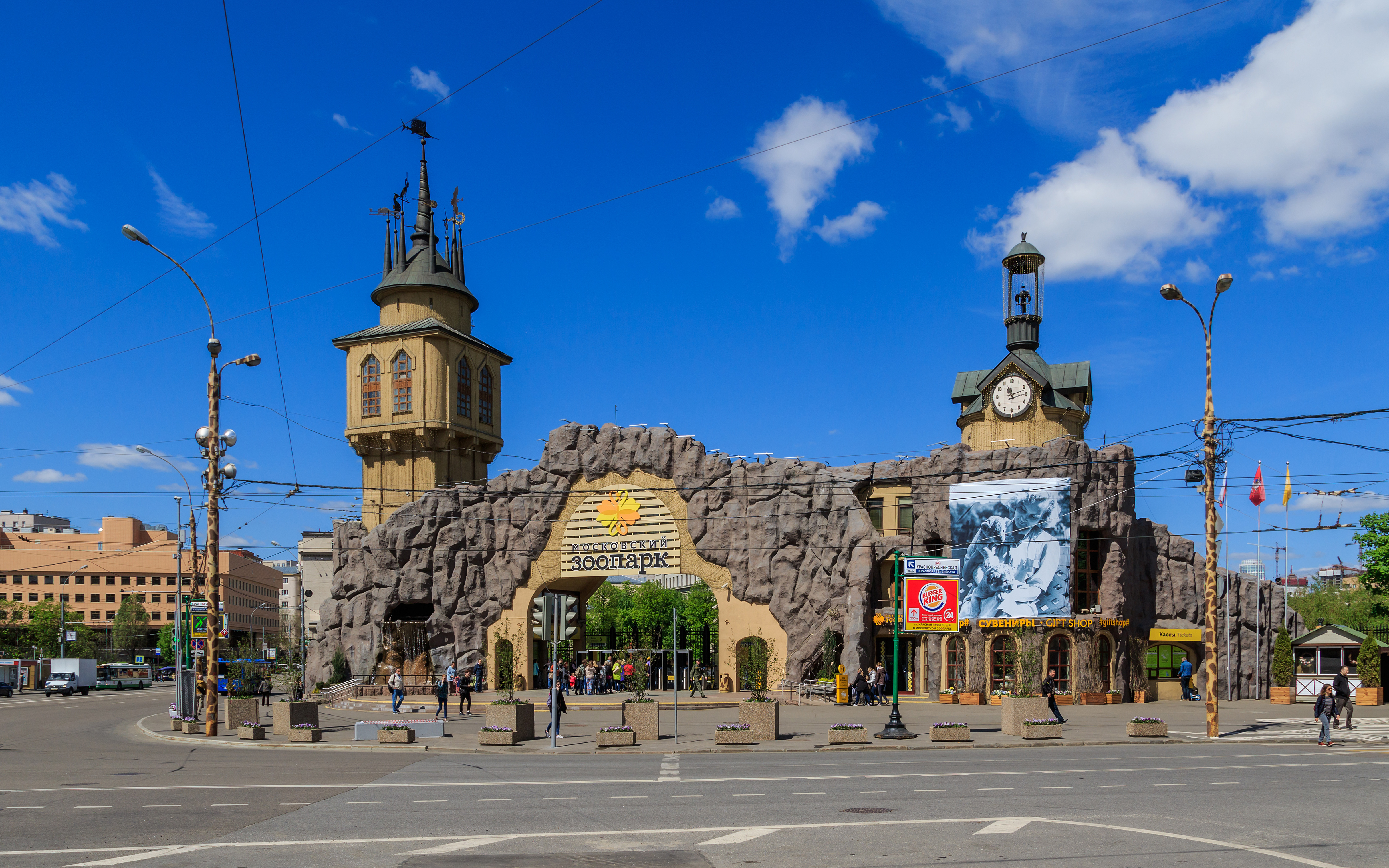
حديقة حيوان موسكو

هناك 96 منتزهات و 18 حديقة في موسكو، ما يُعادل 4 حدائق نباتية. هناك أيضا 450 كيلومتر مربع (174 ميل مربع) من المناطق الخضراء غير 100 كيلومتر مربع (39 ميل مربع) من الغابات. موسكو مدينة خضراء إذا تم مقارنتها بمدن أخرى في أوروبا الشرقية وأمريكا. هناك متوسط 27 متر مربع (290 قدم مربع) من المنتزهات للشخص في موسكو، مقارنتا بـ6 في باريس، 7.5 في لندن و 8.6 في نيويورك.
الحديقة المركزية للثقافة والراحة، التي سميت باسم مكسيم غوركي، تم تأسيسها في 1928. المنطقة الرئيسية (689,000 متر مربع) على نهر موسكفا تتكون من منصات مرفوعات، مناطق للأطفال (بما يشمل ذلك برك المياه للمراقبة مع قوارب ودراجات المائية)، الرقص، ملاعب تنس، ومرافق رياضية آخرى. انها بجانب حديقة نيسكوتشني (408,000 متر مربع)، أقدم منتزه في موسكو ومكان سكن الإمبراطور القديم، الذي كون بدمج ثلاث قطعات أرض بعد القرن الثامن عشر. الحديقة فيها المسرح الأخضر، إحدى أكبر المدرجات المفتوحة في أوروبا، بمقدرته أن يتسع ل15 ألف شخص.
منتزه إزمايلوفسكي، الذي تم تأسيسه في 1931 هو واحد من إحدى أكبر المنتزهات المدنية في العالم مع منتزه ريتشموند في لندن. مساحته التي تُعادل 15.34 كيلومتر ربع (5.92 ميل مربع) أكبر بست مرات من سنترال بارك في مدينة نيويورك.
منتزه سوكولنيكي، المُسمى على رياضة صيد الصقر التي كانت تُمارس هناك في الماضي، هو واحد من إحدى أقدم المنتزهات في موسكو وتبلغ مساحته 6 كيلومتر مربع (2 ميل مربع). هناك نافورة كبيرة في الوسط وممرات أشجار من القيقب والدردار. متاهة مُكونة من ممرات خضراء تقع بعد بركات الغزال في المنتزه.
منتزه لوسيني أوستروف الوطني (منتزه «جزيرة الأيل» الوطني)، مع مساحة أكثر من 116 كيلومتر مربع (45 ميل مربع)، يقع بجانب منتزه سوكولنيكي كان المنزه الوطني الروسي الأول. أنه معروف أيضا باسم «تيغا المدينة» بسبب وجود الأيل فيه.
حديقة النبتات لأكاديمية العلوم، تأسست في عام 1945 وتُعد الأكبر في أوروبا. أنها تُغطي مساحة 3.61 كيلومتر مربع (1.39 ميل مربع) وتقع قرب مركز المعرض الروسي ويحتوي على معرض يتكون من عشرين ألف صنف من النبتات من مواقع محتلفة من العالم كذلك من مختبر البحث العلمي. يحتوي أيضا على 20000 من تودر شجيرات الورد، وسنديان مع متوسط عمر الأشجار يتجاوز 100 سنة، وبيت زجاجي مساحته 5000 متر مربع.
مركز المعرض الروسي (Всероссийский выставочный центр)، المعروف سابقا معرض الكلي الزراعي الإتحادي وأيضا بمعرض منجزات الاقتصاد الوطني على الرغم من اسمه الرسمي «المعرض التجاري الدائم»، هو في الواقع واحدة من أبرز الأمثلة على الحقبة الستالينية للعمارة. يمتد بين مناطق واسعة من الحديقة الترفيهية عشرات الأجنحة المُفصلة، تمثل كل منها إما فرع من فروع الصناعة والعلوم السوفياتية أو واحدة من جمهوريات الاتحاد السوفييتي. على الرغم من أن خلال التسعينيات، كان، وبالنسبة للبعض لا يزال يساء استخدامها كمركز تسوق ضخم (مؤجرة معظم أجنحة من شركات صغيرة)، ولكن ما زالت تضم معالم معمارية، من بينهم اثنان من النوافير الضخمة (زهرة الحجر والصداقة بين الشعوب)، وسينما 360 درجة بانورامية.
معروف يلك بارك، الذي تأسست في عام 1958، بمعرضه من المنحوتات وتورده الكبيرة.
موسكو دائما كانت مقصدا مشهورا للسياح. بعض الأماكن السياحية المعروفة أفضل تشمل موقع يونسكو للتراث العالمي، الكرملين في موسكو والساحة الحمراء، التي بنيت بين القرنين 14 و 17. كنيسة الصعود في كولومينسكوي، الذي يعود تاريخه إلى 1532، كما تعد موقع يونسكو للتراث العالمي، نقطة سياحية آخرى.
موقع شهير آخر هو حديقة حيوان موسكو، حديقة تحتوي على أكثر من ألف نوع من الحيوانات و 6500 عينة. كل سنة 1.2 مليون شخص يزور الحديقة.

## الحكومة والتقسيمات الإدارية

### الحكومة
موسكو مقعد السلطة لروسيا الفدرالية. في مركز المدينة، بالأوكروغ الإداري المركزي، يقع كرملين موسكو، الذي يحتوي على منزل رئيس روسيا، كذلك الكثير من المباني للحكومة الوطنية. وهذا يشمل العديد من المقار العسكرية ومقار قيادة منطقة موسكو العسكري. موسكو، كباقي العواصم، تحتوي على كل السفارات الأجنبية والدبلوماسيين الذين يمثلون العديد من الدول في روسيا. صُنفت موسكو من المدن الفدرالية في روسيا (الأخرى سانت بطرسبرغ). من الثلاثة وثمانون كيانات روسيا الاتحادية، موسكو تمثل أكثرها سكاناً، وأصغر واحدة في المساحة. أخيراً، موسكو تقع في المنطقة الاقتصادية الوسطى، واحدة من 12 منطقة في حدود روسيا مع أهداف اقتصادية متشابهة.

### التقسيمات الإدارية

أوكروغات موسكو الإدارية:
1. مدينة زيلينوغراد
2. شمالي
3. شمال-شرقي
4. شمال-غربي
5. مركزي
6. شرقي
7. جنوب-شرقي
8. جنوبي
9. جنوب-غربي
10. غربي
11. نوفوموسكوفسكي
12.ترويتسك

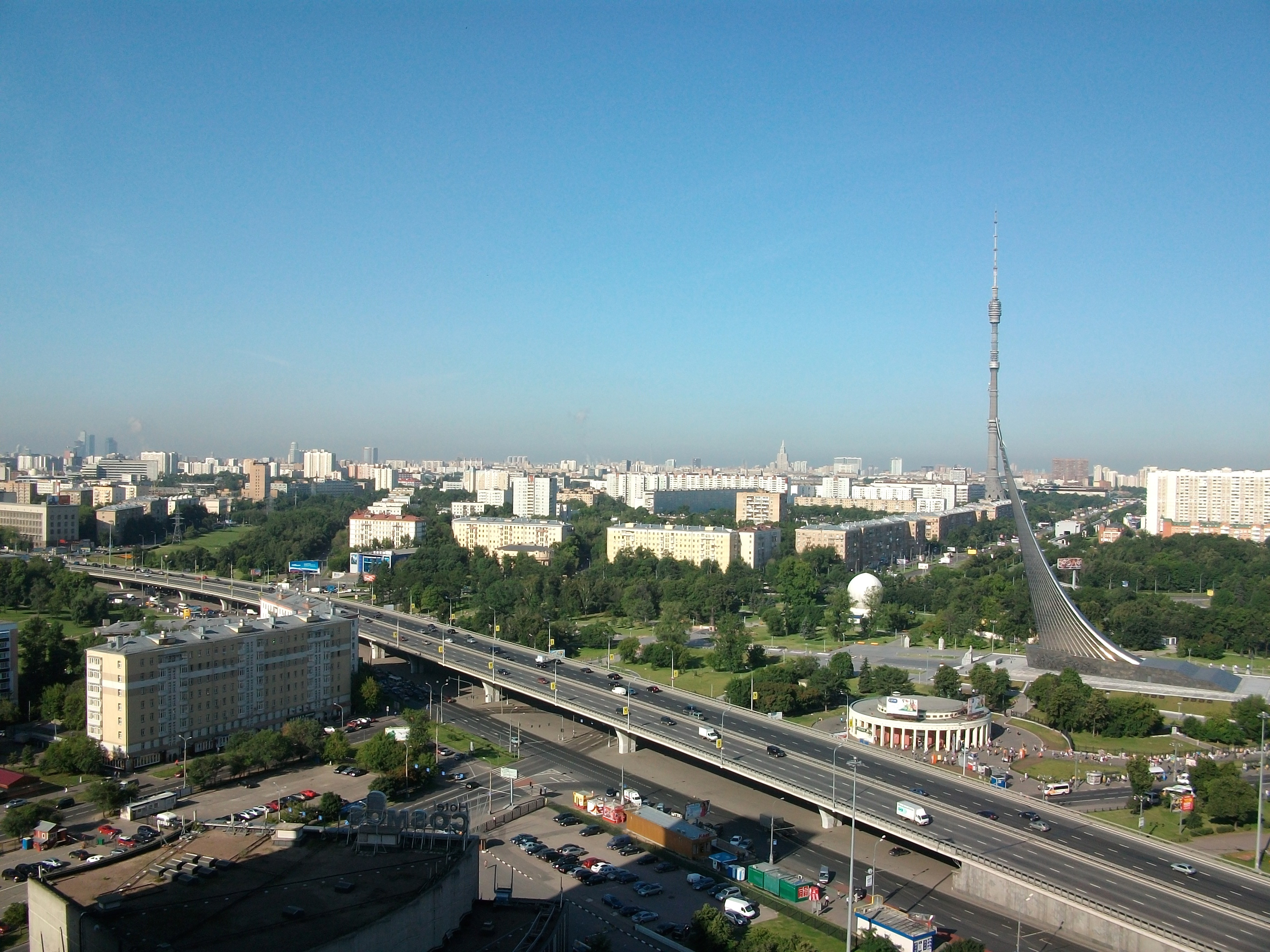
الجزء الشمالي لموسكو مع برج أوستاكنو، النصب التذكاري لفاتحي الفضاء وبروسبكت ميرا

مدينة موسكو تُدار من قبل حكومة موسكو يرأسها عمدة واحد (سرغي سوبيانين)، كما يمثل مجلس الدوما سلطة تشريعية. مدينة موسكو تتقسم إلى إثنتا عشرة أوكروغا إداريا، ومئة وخمسة وعشرون منطقة.
بدأ التخطيطات المدنيّة الدقيقة للتطوير في عاصمة روسيا في القرن الثاني عشرة، عندما تأسست المدينة. الجزء الوسطي لموسكو توسع بالانضمام إلى الضواحي في طريق البلدة مع مبادئ القرون الوسطى للتنمية الحضرية عندما جدران القاعة القوية كانت تدريجياً تصبح على طول الشوارع الدائرية للمستوطنات الجديدة المجاورة.

## التركيب السكاني

### السكان

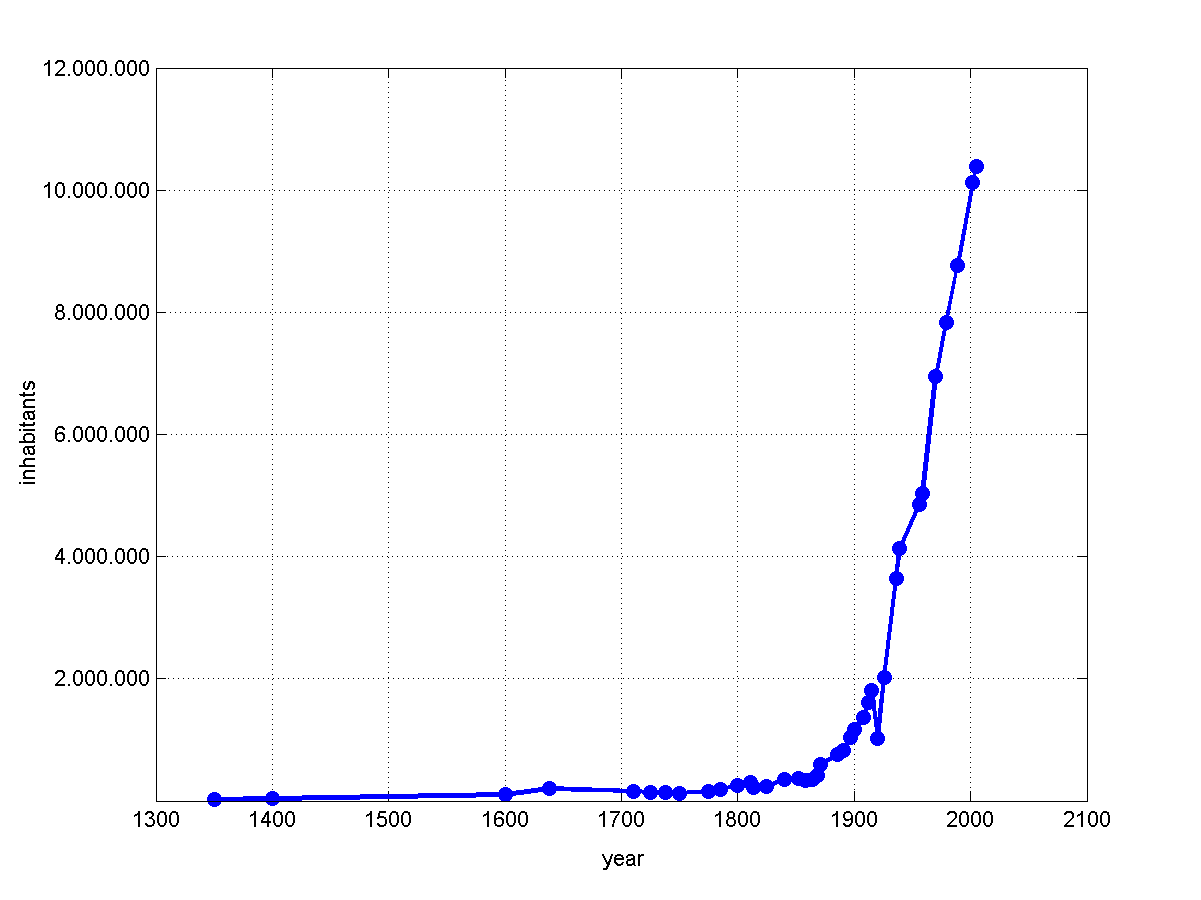
عدد السكان (1350—2009)

وفقًا لتعداد السكان الروسي لعام 2021، بلغ عدد السكان 13,010,112 نسمة؛ وفق إحصائيات السكان الروسية عدد سكان المدينة كان يبلغ 10,382,754.
وفق إحصائيات عام 2002، التركيب السكاني العرقي للمدينة كان:
- سلافيون شرقيون- 9121573 (87.853%)
  - روس - 8808009 (84.833%)
  - أوكرانيين - 253644 (2.401%)
  - بلاروسيين- 59353 (0.572%)
- قوقازيين (اعتمادا من أي منطقة في القوقاز)- 326385 (3.144%)
  - أرمن- 124425 (1.198%)
  - أذريين- 95563 (0.920%)
  - جورجيين- 54551 (0.525%)
  - شيشانيين- 14481 (0.139%)
  - أوسيتيين- 10581 (0.102%)
- شعوب فولغا وبرم- 217467 (2.095%)
  - تتار- 166177 (1.600%)
  - موردوفيين- 23970 (0.231%)
  - تشوفاشيين- 16011 (0.154%)
- آسيا الوسطى- 87656 (0.844%)
  - طاجيك- 35385 (0.381%)
  - أوزبك- 24321 (0.234%)
- يهود (مثل أشكينازي)- 79359 (0.764%)
- آسياويين - 0.84%
- لم يُعلنوا عن عرقهم - 417126 (4.018%)

الذين يعيشون بشكل مؤقت على الفيزا أو وثائق آخرى.
عدد السكان الرسمي لموسكو مأخوذ من الناس الذين يعيشون بشكل دائم في المدينة. وفق دائرة الهجرة روسيا الإتحادية، موسكو أيضًا تحتوي على 1,800,000 ضيوف الذين يعيشون بشكل مؤقت على الفيزا أو وثائق آخرى. يقدر عدد الضيوف غير الرسميين من دون وثائق صحيحة، ليكون 1,000,000 شخص إضافيا.
نتيجة لانخفاض معدل المواليد ومعدل الوفيات العالي كان عدد سكان روسيا ينخفض بنحو 700000 شخص سنويًّا. منذ تدمير الإتحاد السوفيتي. في عام 2003، تجاوز عدد الوفيات عدد الولادات بـ49400 تقريبا.

### الأديان

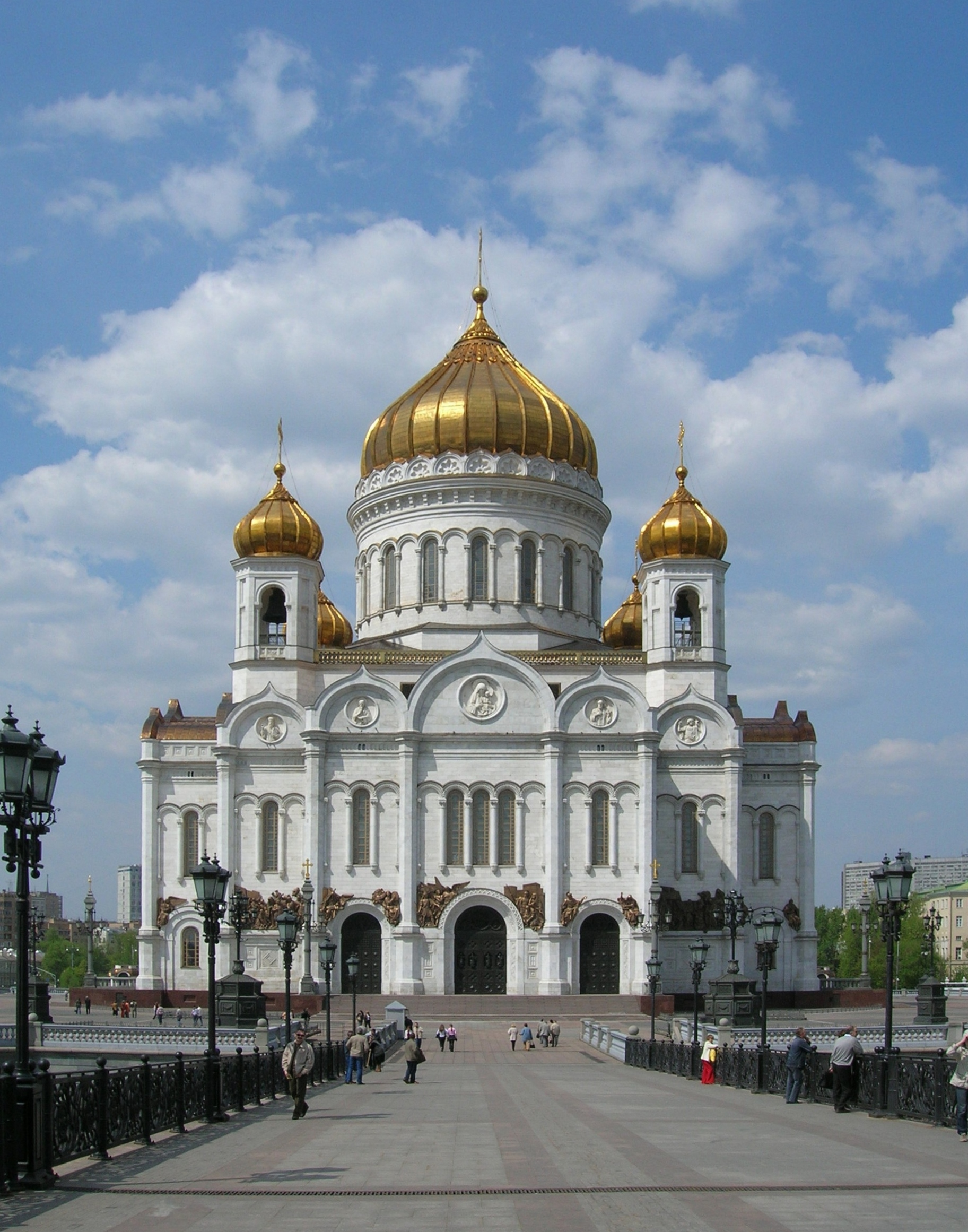
كاتدرائية المسيح المخلص.

المسيحية هي الديانة المنتشرة في المدينة، أشهرها هي الكنيسة الأرثوذكسية الروسية. موسكو هي عاصمة روسيا للمسيحية الأرثوذكسية، التي كانت ديانة الدولة التقليدية وعُينت كجزء من تراث روسيا التاريخي في قانون صدر في 1997. بطريرك موسكو يعمل كرئيس الكنيسة ويعيش في دير دانيلوف.
موسكو دُعت «مدينة 1,600 كنيسة» - "город сорока сороков церквей" - قبل 1917. في عام 1918 أصبحت روسيا دولة علمانية والدين فقد قيمته في المجتمع. منذ اختفاء الإتحاد السوفيتي في عام 1991 الكثير من الكنائس المُهدمة تم تعميرها مجددا والديانات التقليدية يتزايدون بالشهرة.
الأديان الآخرى الموجودة في موسكو هي الإسلام (يُعتقد أن 1.5 مليون مسلم يعيشون في المدينة، خصوصا من الدول السوفيتية القديمة)، البروتيستانت، المؤمنيين القديمين واليهودية.

## أشخاص مهمين
- اللاعبة الأمريكية ناستيا لوكين، ولدت في موسكو ولكنها انتقلت مع عائلتها إلى تكساس، الولايات المتحدة الأمريكية وأخذت الجنسية الأمريكية.

## توأمة المدينة
لدى موسكو الكثير من المدن التوائم ومنها:
- ألماتي، كازاخستان
- عمان، الأردن
- أنقرة، تركيا
- أستانا، كازاخستان
- أثينا، اليونان
- مومباي، الهند
- بغداد، العراق
- باكو، أذربيجان
- بانكوك، تايلاند
- بنيا لوكا، البوسنة والهرسك
- بكين، الصين
- بيروت، لبنان
- بلغراد، صربيا
- برلين، ألمانيا
- بريست، روسيا البيضاء
- بروسيل، بلجيكيا
- بوخارست، رومانيا
- القاهرة، مصر
- قوسقو، بيرو
- دلهي، الهند
- ديار بكر، تركيا
- دونتسك، أوكرانيا
- دبي، الإمارات العربية المتحدة
- دوشنبه، طاجيكستان
- دوسلدورف، ألمانيا[45]
- كنجه، أذربيجان
- هانوي، فيتنام
- هافانا، كوبا
- هو تشي منه، فيتنام
- إنغولشتات، ألمانيا
- جاكرتا، إندونيسيا
- يلجافا، لاتفيا
- خاركوف، أوكرانيا
- كولومنا، روسيا
- كراكوف، بولندا
- ليموج، فرنسا
- لوبلانا، سلوفينيا
- لندن، المملكة المتحدة
- مدريد، إسبانيا
- مانيلا، الفلبين[46]
- نارايم-مار، روسيا
- نيقوسيا، قبرص
- باريس، فرنسا
- بودغوريتشا، الجبل الأسود
- براغا، جمهورية التشيك[47]
- بيونيانغ، كوريا الشمالية
- رشت، إيران
- ريكيافيك، أيسلندا[48]
- ريغا، لاتفيا
- سيول، كوريا الجنوبية
- تالين، إستونيا
- طهران، إيران
- تيرانا، ألبانيا[49][50]
- طوكيو، يابان
- تونس، تونس[51]
- أولان باتور، منغوليا
- فالينسين، فرنسا
- فينا، النمسا
- وارسو، بولندا[52]
- يريفان، أرمينيا

## وصلات خارجية
- الموقع الرسمي لحكومة وعمدة موسكو.
- الموقع الرسمي لبوابة موسكو السياحية.